# Albert Sting
Albert Sting (* 7. Mai 1924 in Ludwigsburg; † 9. August 2020 in Ehningen) war ein deutscher Theologe, Psychologe, Lokalhistoriker, Direktor des Diakoniewerks und Träger der Staufermedaille des Landes Baden-Württemberg in Gold.

## Leben
Sting kam im Pfarrhaus am Stadtkirchenplatz in Ludwigsburg zur Welt. Nach Erlangung der Hochschulreife wurde die akademische Laufbahn Stings durch Reichsarbeits- und Militärdienst sowie sowjetische Gefangenschaft bis 1949 unterbrochen. Danach studierte er Theologie und Psychologie an den Universitäten Tübingen und Göttingen. Im jahr 1951 wurde Albert Sting im Tübinger Wingolf, 1952 im Göttinger Wingolf aktiv. Das Studium beendete Sting mit einer Promotion in Philosophie in Tübingen mit einer (ungedruckten) Arbeit über N. Ludwig Graf von Zinzendorf (1959/1960).
Nach der Vikarszeit nahm er eine Stelle als Pfarrer in Waiblingen an. Dort engagierte sich Sting beim Aufbau eines Essenzubringerdienstes für alte und kranke Menschen. Er half beim Aufbau der Ehe- und Familienberatungsstelle in Stuttgart mit und war einer der Gründungsmitglieder der Stuttgarter Telefonseelsorge. 1961 wurde Sting Pfarrer in der Stadtkirche seiner Heimatstadt Ludwigsburg. Als Diakoniepfarrer des Kirchenbezirks und als Vorsitzender des Evangelischen Landesverbands für Kindertagesstätten in Württemberg übernahm er weitere Funktionen. 1971 wurde Albert Sting zum Konrektor an der neu eingerichteten kirchlichen Ausbildungsstätte für Diakonie und Religionspädagogik an der Karlshöhe Ludwigsburg und zum Dozenten für Psychologie berufen. Diese Funktionen nahm er bis zum Jahr 1979 wahr, bis er zum Direktor der Karlshöhe ernannt wurde. In dieser Position war er für die Ausbildung von Diakoninnen und Diakonen, für Heime und Einrichtungen im Bereich der Jugend-, Alten-, Behinderten- und Gefährdetenhilfe sowie für Ferieneinrichtungen im Schwäbischen Wald und in der Schweiz zuständig. Ehrenamtlich unterstützte er die diakonischen Adoptions- und Pflegestellenvermittlung.
Der Einsatz Albert Stings für hilfsbedürftige Kinder und Menschen mit Behinderungen, seine Verdienste um die Ausbildung in der Diakonie sowie in der Religions- und Sozialpädagogik sowie sein Engagement als Lokalhistoriker und Stadtchronist wurden mit der Verleihung der Bürgermedaille der Stadt Ludwigsburg und dem Bundesverdienstkreuz am Bande ausgezeichnet. Am 17. Mai 2014 überreichte Staatssekretär Jürgen Walter im Namen der Landesregierung Albert Sting die nur selten vergebene Staufermedaille des Landes Baden-Württemberg als persönliche Auszeichnung des Ministerpräsidenten für Verdienste um das Land.

## Auszeichnungen und Ehrungen
- Bürgermedaille der Stadt Ludwigsburg
- Ehrenbürger Stadt Ludwigsburg (2005)
- Bundesverdienstkreuz am Bande des Verdienstordens der Bundesrepublik Deutschland
- Staufermedaille des Landes Baden-Württemberg (2014)

## Publikationen
- Geschichte der Stadt Ludwigsburg, Band 1–3. Ungeheuer & Ulmer, Ludwigsburg 2005.
- „Hopf ronter“ – Marktplatzepisoden, Ungeheuer & Ulmer, Ludwigsburg 1995.
- Geschichte der Stadt Ludwigsburg: Von 1816 bis zum Kriegsende 1945, Ungeheuer & Ulmer, Ludwigsburg 2004.
- Geschichte der Stadt Ludwigsburg: Von der Vorgeschichte bis zum Jahr 1816, Ungeheuer & Ulmer, Ludwigsburg 2000.
- Geschichtskalender Ludwigsburg, Ungeheuer & Ulmer, Ludwigsburg 1995.
- Das Buch der unteren Stadt. 1893-1993 – Hundert Jahre Bürgerverein der Unteren Stadt Ludwigsburg e. V. 1893, Bürgerverein der Unteren Stadt Ludwigsburg e. V., 1993.
- Eltern und Kinder, Herrschaft oder Partnerschaft, Calwer Verlag, 1969.
- Ludwigsburger Geschichtskalender. 1986, Ungeheuer & Ulmer, 1986.
- geworfen und gehalten: Kriegsende und Gefangenschaft 1945-1949, Info & Idee, 2012.
- Spuren jüdischen Lebens – Ein Rundgang durch Ludwigsburg, Stadtarchiv Stadt Ludwigsburg, 2001.